# Borș (gmina w okręgu Bihor)
Borș – gmina w Rumunii, w okręgu Bihor. Obejmuje miejscowości Borș, Santăul Mare, Santăul Mic i Sântion. W 2011 roku liczyła 3946 mieszkańców.